# カザフスタン内務省
カザフスタン内務省（カザフ語:Ішкі істер министрлігі）とは、カザフスタン共和国の省庁の一つで、同国の内政を管掌する機関である。主にカザフスタンの公安機関を監督する立場を担っている。ソ連内務省時代の制度に従い、準軍事組織カザフスタン国家警備隊を有する。

## 機構
内務相
- 国内軍委員会
- 人事業務部
- 内査部
- 第7部
- 第10部
- 特殊任務支隊「スンカル」

内務次官
- 刑事警察委員会
- 捜査刑事部
- インターポール国家中央局
- 会計保障部
- 後方部
- 国家施設

内務次官
- 行政警察委員会
- 道路警察委員会
- 法務部

内務次官
- 取調委員会
- 麻薬ビジネス対策・麻薬流通監督委員会
- 技術勤務部
- 文書保障・国家秘密保護部

官房長
- 参謀部
- 言語政策・情報化部

## 歴代内務相
- ミハイル・ベルセニョフ(1991年12月16日〜1992年4月)
- ウラジミール・シュモフ(1992年4月〜1994年9月)
- ブラート・バエケノフ（1994年10月～1995年11月）
- カイルベク・スレイメノフ（1995年10月～2000年12月）
- ボラート・イスカコフ（2000年12月～2002年1月）
- カイルベク・スレイメノフ（2002年1月～2003年9月12日）
- ザウトベク・トゥリスベコフ（2003年9月12日～2005年10月14日）
- バウルツァン・ムハメドツァノフ（2005年10月14日～2009年4月2日）
- セリク・バイマガンベトフ（2009年4月2日～2011年4月11日）
- カルムハンベト・カシモフ (2011年4月11日 ～ 2019年2月12日)
- エルラン・トゥルギムバエフ (2019年2月12日 ～ 2022年2月25日)
- マラト・アフメチャノフ (2022年2月25日 ～ 2023年9月4日)
- エルヤン・セーデノフ  (2023年9月4日 ～)